# Universidad Internacional del Espacio
La Universidad Internacional del Espacio (UIE) (en inglés: International Space University) (en francés: Université Internationale de l'Espace) es una universidad dedicada al descubrimiento, la investigación, y el desarrollo del espacio exterior para fines pacíficos, a través de la educación internacional y multidisciplinaria, y los programas de investigación y desarrollo. Es una universidad interdisciplinaria sin ánimo de lucro, que fue fundada en 1987, y que ofrece un master en ciencias de los estudios espaciales, además del buque insignia, el programa de estudios espaciales, un programa de desarrollo, que tiene lugar cada año en verano, desde 1988 en varios lugares alrededor del Mundo.
El campus central de la universidad internacional del espacio y su cuartel general, se encuentran en Illkirch-Graffenstaden, cerca de Estrasburgo, en Alsacia, en Francia. La UIE fue fundada siguiendo tres principios: debía de ser una universidad interdisciplinaria, intercultural, y contar con un entorno internacional, para educar y entrenar a los profesionales del espacio, y a los estudiantes de posgrado. En enero de 2014, había más de 3700 alumnos de la UIE, procedentes de más de 100 países. En noviembre del año 2017, la Universidad Internacional del Espacio celebró una conferencia en Estrasburgo, dicha conferencia llevó a la formación de la asociación Moon village, (en español: La aldea lunar).
Entre los miembros de la facultad de la UIE, hay astronautas, dirigentes de varias agencias espaciales, ingenieros espaciales, promotores, y expertos en legislación y política espacial, incluyendo a un grupo de expertos en temas tecnológicos y del espacio.
El director de la Universidad Internacional del Espacio, es el exastronauta del Programa Apolo, Buzz Aldrin, quién en el año 2004, reemplazó al director general de la Agencia Espacial Europea (AEE), Jean Jacques Dordain, y al aclamado escritor de novelas de ciencia ficción Arthur C. Clarke. El quinto presidente de la Universidad Internacional del Espacio, es el profesor Walter Peeters, quién tomó posesión de su cargo en septiembre de 2011.